# Didier Blanc
Didier Blanc (* 7. Juni 1984) ist ein französischer Skibergsteiger und ist Mitglied der Equipe de France de Ski de Montagne.

## Erfolge (Auswahl)
Blanc erreichte auf internationaler Ebene bei der Weltmeisterschaft im Skibergsteigen 2006 im Team mit Martial Premat den siebten Platz beim Teamrennen und bei der Weltmeisterschaft im Skibergsteigen 2008 im Team mit Patrick Blanc den sechsten Platz.